# Federico Rodriguez Hertz
Pour les articles homonymes, voir Hertz (homonymie).
Federico Rodriguez Hertz (14 décembre 1973) est un mathématicien uruguayen, spécialisé dans le domaine des systèmes dynamiques.

## Carrière
Il obtient son doctorat en mathématiques en 2001 à l'Instituto Nacional de Matemática Pura e Aplicada du Brésil, sous la direction de Jacob Palis, Jr, avec une thèse intitulée « Stable Ergodicity of Toral Automorphisms ».
Il est professeur au Département de Mathématiques de l'Université d'État de Pennsylvanie. Ses recherches concernent la géométrie, la topologie et l'analyse.

## Prix et distinctions
En 2005 il est lauréat du prix Roberto Caldeyro-Barcia décerné par le Basic Science Development Program.
En 2015 il est lauréat du Prix Brin, pour ses travaux sur la rigidité géométrique et la rigidité de la mesure et sur l'ergodicité stable des systèmes partiellement hyperboliques.
Il est conférencier invité au congrès international des mathématiciens en 2010 à Hyderabad.

## Publications
- Modern theory of dynamical systems : a tribute to Dmitry Victorovich Anosov
- avec Aaron Brown, Zhiren Wang : « Global smooth and topological rigidity of hyperbolic lattice actions », in Annals of Mathematics volume 186-3, pages 913-972, 2017, .
- avec Boris Kalinin, Anatole Katok : « Nonuniform measure rigidity », in Annals of Mathematics volume 174-1, pages 361-400, 2011 .
- « Stable ergodicity of certain linear automorphisms of the torus », in Annals of Mathematics volume 162-1, pages 65-107, 2005 .